# Scelidocteus schoutedeni
Scelidocteus schoutedeni là một loài nhện trong họ Palpimanidae. Loài này được phát hiện ở Congo.